# あっけにとられた時のうた
「あっけにとられた時のうた」（あっけにとられたときのうた）は、日本のバンド・たまの楽曲。1996年6月26日にパイオニアLDC（現・ジェネオン・ユニバーサル・エンターテイメントジャパン）より11枚目のシングルとして発売された。

## 解説
一大ムーヴメントを引き起こし、若手バンドの登竜門ともなったTBS系音楽番組『平成名物TV・三宅裕司のいかすバンド天国』の14代目イカ天キングとなったたまが、一度メジャーシーンから去り、インディーズのプライベートレーベル「地球レコード」から再びメジャーシーンに復帰したメジャー復帰作。また前年にキーボードの柳原陽一郎が脱退、三人編成になって初めての作品でもある。
本作は、フジテレビ系アニメ「ちびまる子ちゃん」のエンディングテーマとして作られ、作詞は原作者であり、たまのメンバーとも元々親交が深かったさくらももこが担当。曲の途中では野口さんの「クックックック」と笑う声が入っているが、TVサイズ版ではさくらももこ本人、CDやライブではメンバーの滝本晃司が担当している。
この作品がたま最後の8cmシングルCD作品となり、またメジャーレーベルから発売した最後のシングルになった。
2024年4月20日には7インチシングルレコードとしてローソンエンタテインメントのHMV record shopレーベルから2024 RECORD STORE DAY限定盤で再発売された。
ジャケットはオリジナルCDシングルの上半分、山田笑太とさくら友蔵までの部分が流用された。理由はB面にカップリングの「あるぴの」が収録されず「あっけにとられた時のうた（オリジナル・カラオケ）」を収録した為だと推測される。

## 収録曲

### 8cm シングル
1. あっけにとられた時のうた
（作詞：さくらももこ/作曲：知久寿焼/編曲：たま）
さくら家の人々が遭遇したあっけに取られたのときの様子を歌っている。
2. あるぴの
（作詞・作曲：知久寿焼/編曲：たま）
カップリング曲。「あるぴの」とは、ウーパールーパー（＝アルビノ）の名前とのこと。
3. あっけにとられた時のうた（オリジナル・カラオケ）

### レコード
A面
1. あっけにとられた時のうた

B面
1. あっけにとられた時のうた（オリジナル・カラオケ）